# فریدنوایلر
فریدنوایلر (به آلمانی: Friedenweiler) یک شهر در آلمان است که در برایگاو-هخشوارتسوالد واقع شده‌است. فریدنوایلر ۲٬۰۷۸ نفر جمعیت دارد.